# Équation solaire
On appelle équation solaire l'ensemble des procédés calendaires ayant pour objet de conférer au calendrier en cours une durée aussi proche que possible du rythme des saisons. Le cycle du Soleil et des saisons sont caractérisés par une constante astronomique appelée année tropique. C'est l'année tropique que les divers calendriers tentent d'approcher au mieux. Celle-ci dérive lentement au fil du temps (elle diminue actuellement de 0,53 s par siècle).
L'année tropique en l'an 2000 valait 365,242 190 517 jours, soit 365 jours, 5 heures, 48 minutes, 45 secondes et quelques poussières. Or ce sont précisément ces quelques poussières qui vont poser des problèmes aux générations successives et conduire à de savants calculs pour mieux accorder les calendriers au temps des astres.
Les calendriers comportent par nature des nombres entiers de jours. Les civilisations anciennes utilisaient une méthode simple pour accorder Soleil et calendrier : une haute autorité était investie du pouvoir de décider, périodiquement, de l'adjonction à l'année courante de tant de jours ou mois pour rétablir l'accord Soleil-calendrier. Le plus grand inconvénient de ce procédé était qu'il rendait incertains la prévision des dates, instables et inconsistants contrats, créances et baux.
La grande nouveauté du calendrier de Jules César, institué en 708 AUC (46 av. J.-C.), c'est qu'il imposait des modifications légales régulières de l'année. Ce qui était neuf, plus que le calendrier lui-même, c'est la procédure civile et légale qu'il instituait.

## L'équation solaire du calendrier julien
On savait depuis bien longtemps que l'année tropique durait 365 jours et environ ¼ de jour. La réforme du calendrier julien posa que toutes les années comporteraient 365 jours, sauf les années dont le millésime est divisible par quatre qui en comporteraient 366.
Ainsi la durée moyenne de l'année du calendrier julien est de :
{\displaystyle 365+{\frac {1}{4}}=365{,}25{\text{ jours}}}
La différence entre l'année julienne et l'année tropique n'est pas négligeable. Elle atteint 0,007 81 jour par an, soit environ 11 minutes et 14 secondes par an, c'est-à-dire un peu moins d'un jour par siècle (1123 minutes et 20 secondes, quand 24 h comptiennent 1440 minutes).
Les peuples n'aiment pas changer de calendrier et ceux-ci ont une durée de vie considérable. Le calendrier de l'Égypte antique a plus de quatre mille ans ; plus près de nous, le calendrier julien à un usage civil de près d'un millier d'années et un usage liturgique de près de 1500 ans. La durée de l'année calendaire calendrier doit donc approcher de façon suffisamment proche l'année tropique pour pouvoir être utilisé quelques milliers d'années, sans mettre en œuvre des procédés trop compliqués. C'est ce qui motiva la réforme grégorienne.

## L'équation solaire du calendrier grégorien
La réforme introduite par le calendrier grégorien résulte du décalage excessif entre le Soleil et le calendrier julien après quelques milliers d'années d'usage : alors qu'à Pâques, selon le calendrier julien, le blé devrait être en herbe, il était devenu presque bon pour le fléau.
La réforme grégorienne la plus spectaculaire fut d'accorder calendrier et Soleil en décalant le calendrier de 10 jours. Ainsi, à Rome, le lendemain du 4 octobre 1582 fut le 15 octobre 1582. La seconde réforme, moins visible, concerne la durée de l'année calendaire, afin de mieux approcher l'année tropique : La durée de l'année moyenne de l'année julienne excède de 0,007 81 jours par an l'année tropique. Or de  {\displaystyle {0}{,}{00781}\times {400}\approx {3}{,}{1}{\text{ jours}}}, on déduit qu'il suffit de supprimer 3 années bissextiles tous les quatre cents ans pour réduire avec une bonne précision l'excès du calendrier julien sur l'année tropique. La solution proposée fut de considérer qu'une année séculaire n'était bissextile que si elle était divisible par quatre cents, ce qui revenait à supprimer trois années bissextiles sur quatre lors des années séculaires. Bien entendu, cette nouvelle méthodes n'était elle-même qu'une approximation de l'année tropique. La durée moyenne de l'année grégorienne vaut donc :
{\displaystyle 365+{\frac {1}{4}}-{\frac {3}{400}}=365{,}2425{\text{ jours}}},
soit un excès de 0,000 309 483 jours par an (c'est-à-dire environ 27 secondes par an) sur l'année tropique. L'écart du calendrier grégorien sur le Soleil sera de un jours après 3231 ans, ce qui paraît très suffisant, à vue de civilisation, aussi bien pour les usages civils que liturgiques.

## L'équation solaire du calendrier julien révisé
On n'évoque ici le calendrier julien révisé, ou calendrier de Milanković, que par curiosité : ce calendrier n'est nulle part utilisé à titre civil et n'a d'usages liturgiques que dans quelques églises orthodoxes.  
Le calendrier julien révisé fut présenté par le savant Milutin Milanković lors du synode dit « panorthodoxe » de Constantinople en mai 1923.
La réforme la plus spectaculaire consistait à décaler le calendrier julien de 13 jours afin d'en accorder les dates avec celles du calendrier grégorien. Ainsi, le lendemain du 1er octobre 1923 du calendrier julien, fut le 15 octobre 1923 du calendrier julien révisé et, également du calendrier grégorien. Cette coïncidence de dates est destinée à n'être que temporaire, car l'équation solaire du calendrier julien révisé diffère de l'équation solaire du calendrier grégorien et un jour de différence apparaîtra en 2800.
Le calendrier julien révisé comporte, comme le calendrier grégorien, une année bissextile tous les quatre ans : chaque année dont le millésime est divisible par quatre. De plus, rappelons qu'en calendrier grégorien, on ajoute un jour bissextile seulement les années séculaires divisibles par 400 ; trois années séculaires sur quatre ne comportent donc pas bissextiles.
En calendrier julien révisé, on ajoute un jour bissextile toutes les années séculaires dont le reste par 900 vaut 200 ou 600. L'équation solaire du calendrier julien révisé vaut donc :
{\displaystyle 365+{\frac {1}{4}}-{\frac {4}{400}}+{\frac {2}{900}}=365{,}242{\bar {2}}{\text{ jours}}}
avec un écart par excès de 0,000 031 71 jours par an, soit environ 2,7 secondes par an. Le calendrier julien révisé sera donc d'un jour en avance sur le Soleil dans 31541 ans.